# Friedrich-Christian Schroeder
Friedrich-Christian Schroeder (ur. 14 lipca 1936 w Güstrow, zm. 26 marca 2024 w Ratyzbonie) – niemiecki prawnik, profesor Uniwersytetu w Ratyzbonie, dyrektor Instytutu Wschodniego w Monachium, doktor honoris causa Uniwersytetu Wrocławskiego (1999).